# The Fall of Math
The Fall of Math — дебютный альбом британской мат-рок-группы 65daysofstatic, вышедший 20 сентября 2004 года.
Вслед за альбомом последовал выход двух синглов: «Retreat! Retreat!», содержавшего три трека, и «Hole» с семью треками. Каждый из синглов сопровождался видеоклипом.

## Список композиций
1. «Another Code Against the Gone» — 1:40
2. «Install a Beak in the Heart That Clucks Time in Arabic» — 4:55
3. «Retreat! Retreat!» — 4:09
4. «Default This» — 1:43
5. «I Swallowed Hard, Like I Understood» — 5:27
6. «The Fall of Math» — 3:59
7. «This Cat Is a Landmine» — 4:45
8. «The Last Home Recording» — 2:13
9. «Hole» — 4:33
10. «Fix the Sky a Little» — 5:29
11. «Aren’t We All Running?» — 4:51

## Синглы
- Retreat! Retreat! (Ноябрь 2004)
- Hole (Март 2005)